# Confederate Memorial in Nicholasville
Koordinaten: 37° 52′ 51″ N, 84° 34′ 24″ W

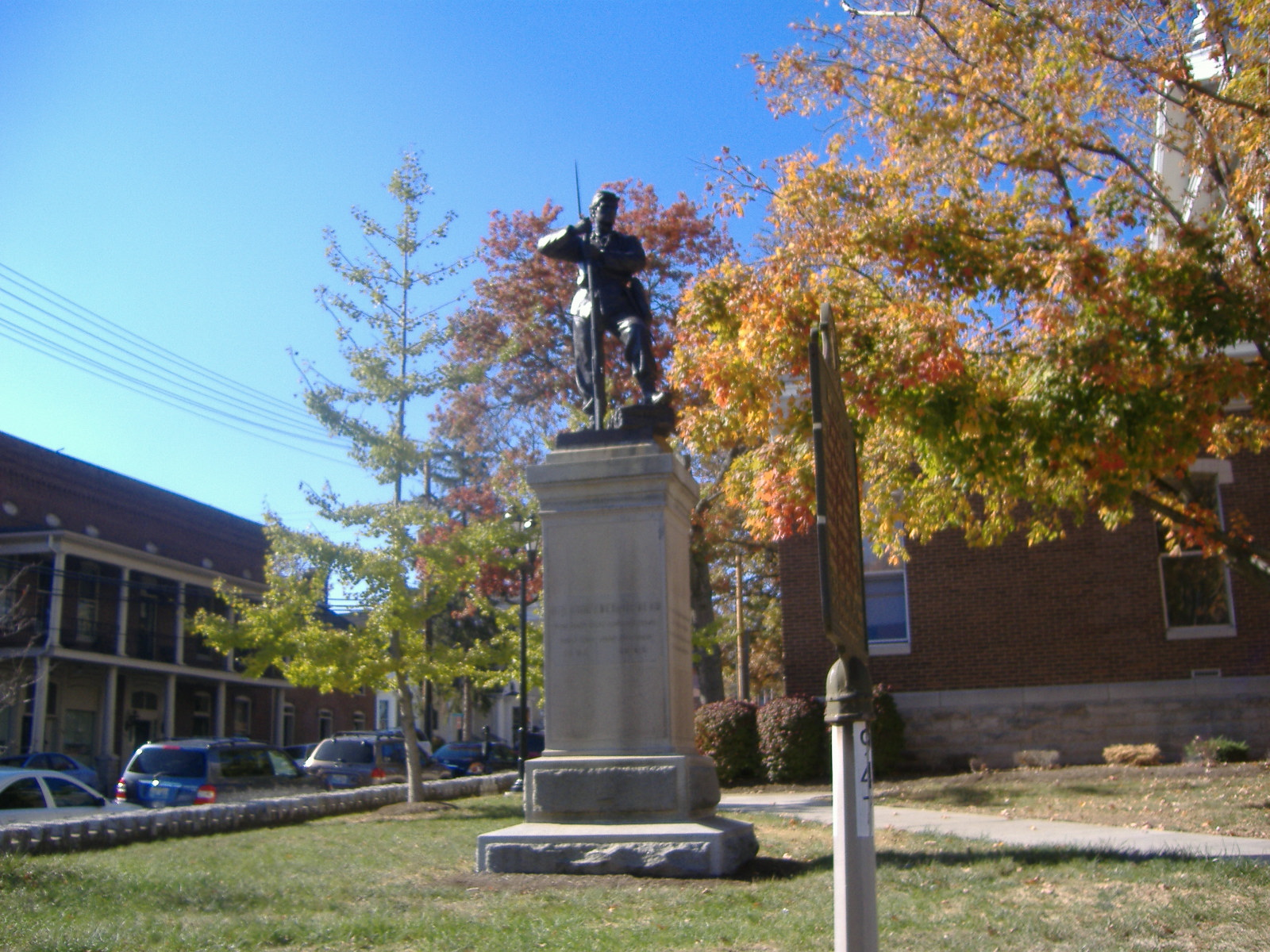
Vorderansicht

Das Confederate Memorial in Nicholasville ist eine Statue auf dem Rasen des Courthouse des Jessamine County in Nicholasville, Kentucky, rund 15 km südlich von Lexington. Es ist eine von drei Stätten in dem County, die im Bezug zum Sezessionskrieg steht, die beiden anderen sind Camp Nelson Civil War Heritage Park und Camp Nelson National Cemetery.
Es besteht aus einem 3,3 m hohen Sockel aus Granit und einer 2,1 m hohen Darstellung eines Soldaten der Konföderierten mit Rucksack und Käppi. Inschriften befinden sich auf allen vier Seiten des Sockels, darunter ist auch eine Passage des Gedichtes Bivouac of the Dead von Theodore O’Hara.
Die Bemühungen zur Errichtung des Denkmals begannen 1880, als der Bürgerkriegsveteran Jefferson Oxley die Jessamine County Memorial Association gründete, doch 1896 stand das Denkmal immer noch nicht. In diesem Jahr erfuhr die Vereinigung, dass ein Denkmal für einen Unionssoldaten billig zu haben war, weil die Auftraggeber es nicht bezahlt hatten. Für 1500 US-Dollar kauften sie die Statue, und das Abbild eines Unionssoldaten wurde umgewidmet zu einem konföderierten Soldaten.
Bei der Enthüllung des Denkmals waren über 3500 Zuschauer anwesend, einschließlich von etwa 160 Personen, die mit einem Sonderzug aus Louisville anreisten. Unter den letzteren war Bennett H. Young, der bei vielen solcher Denkmalenthüllungen Reden hielt. Enthüllt wurde die Statue durch Oxleys Sohn Lawson, da Jefferson Oxley bereits verstorben war.
Am 17. Juli 1997 war das Denkmal eines von 61 Kriegerdenkmälern des Sezessionskrieges in Kentucky, die im Rahmen Multiple Property Submission in das National Register of Historic Places aufgenommen wurden.

## Belege
1. 1 2  Nicholasville, Ky. Trailsrus.com, abgerufen am 10. Juli 2012. (Englisch)
2. 1 2  Joseph Brent: Confederate Memorial in Nicholasville NRHP Nomination Form. Kentucky Heritage Council, 1997, S. 1
3. ↑  Joseph E. Brent: National Register of Historic Places Multiple Property Submission: Civil War Monuments in Kentucky, 1865–1935. (PDF; 1,81 MiB) National Park Service, 8. Januar 1997, archiviert vom Original am 12. Oktober 2012; abgerufen am 10. Juli 2012 (englisch).  Info: Der Archivlink wurde automatisch eingesetzt und noch nicht geprüft. Bitte prüfe Original- und Archivlink gemäß Anleitung und entferne dann diesen Hinweis.
4. ↑  Eintrag im National Register Information System. National Park Service, abgerufen am 12. Juni 2016